# Tarsomys echinatus
Tarsomys echinatus є видом пацюків з Філіппін.

## Поширення й екологія
Цей вид зустрічається лише на Філіппінах, де він відомий лише з Мінданао. Був зафіксований у низинних районах навколо гір Кітанглад і Матутум від 800 до 1100 метрів.

## Загрози
У низинних районах відбулася серйозна вирубка лісів. Втрата лісу в низинах сталася як за межами, так і в межах природного парку гори Кітанглад. Середовище існування Кітанглада було значно змінено нижче приблизно 1200 м, з видаленням майже всіх рівнинних лісових середовищ. На Мінданао триває втрата лісу.